# فيضانات جنوب آسيا 2022
منذ يناير 2022 حدث هطول أمطار غزيرة وفيضانات موسمية واسعة النطاق في دول جنوب آسيا مثل أفغانستان وبنغلاديش والهند ونيبال وباكستان وسريلانكا. وأصبحت الفيضانات الأكثر دموية في المنطقة منذ عام 2020، حيث قتل أكثر من 4400.

## خلفية
تضرب الرياح الموسمية جنوب آسيا كل عام، معظمها بين يونيو وسبتمبر. في كل عام تؤثر الفيضانات على شبه القارة الهندية حيث تنهار المباني وتتسبب في انهيارات أرضية. أدى تغير المناخ في جنوب آسيا إلى تفاقم هذه العواصف.

## البلدان المتضررة

### باكستان
تسببت الفيضانات في خيبر بختونخوا في مقتل ثمانية أشخاص في يناير، ولكن اعتبارًا من يونيو 2022، أثرت الفيضانات على معظم أنحاء باكستان مما أثر على حوالي 33 مليون شخص أو 12٪ من سكان البلاد. تضرر أكثر من مليوني منزل أو دمر بسبب الفيضانات، وتسبب أكثر من 10 مليار دولار من الأضرار. قُتل ما لا يقل عن 1396 شخصًا بسبب الفيضانات معظمهم في أقاليم السند وبلوشستان وخيبر باختونخوا والبنجاب.

### أفغانستان
منذ مايو 2022 أثرت الفيضانات على معظم أنحاء أفغانستان. تسببت الفيضانات في شهر مايو في مقتل 429 شخصًا في شمال البلاد. من يونيو إلى أغسطس بينما كانت البلاد تتعافى من زلزال في مقاطعة خوست، ضربت الفيضانات مرة أخرى مما أسفر عن مقتل 19 شخصًا في يونيو، و39 في يوليو، و1570 آخرين في أغسطس.

### الهند
في أواخر مايو أثرت الفيضانات على أكثر من 4000 قرية في ولايتي أسام وبيهار الهنديتين مما أسفر عن مقتل ما لا يقل عن 186 شخصًا. استمرت الفيضانات في التأثير على ولاية أسام في يونيو مما أسفر عن مقتل 200 شخص آخرين. منذ 29 يونيو أثرت الفيضانات أيضًا على شمال غرب البلاد مما أسفر عن مقتل 40 شخصًا على الأقل وفقدان 13 آخرين في ولاية أوتارانتشال الهندية، بينما توفي 276 آخرون في هيماشال براديش. أثرت الفيضانات أيضًا على ولاية أوديشا. في ولاية غوجارات تسببت الفيضانات في مقتل 61 شخصًا على الأقل منذ يونيو. في 30 يونيو توفي 58 شخصًا وفقد 3 وأصيب 18 بعد وقوع انهيار أرضي في منطقة نوني في مانيبور. في 8 يوليو توفي 16 شخصًا وفقد 40 شخصًا بعد الفيضانات التي حدثت خلال عام 2022 في أمارناث ياترا في جامو وكشمير. من 18 إلى 23 أغسطس تسببت عاصفة استوائية في حدوث فيضانات في الساحل الشرقي للهند مما أسفر عن مقتل 14 شخصًا. في المجموع فقد ما لا يقل عن 851 شخصًا حياتهم بسبب الفيضانات منذ مايو في الهند.

### بنغلاديش
منذ 17 مايو أثرت الفيضانات على أجزاء من بنغلاديش. قُتل ما لا يقل عن 141 شخصًا معظمهم في فرقة سيلهيت.

### نيبال
منذ 23 أغسطس قتلت الفيضانات ما لا يقل عن سبعة أشخاص بالقرب من نهر كوسي في نيبال.

### سيريلانكا
تم الإبلاغ عن ثلاث وفيات بسبب الفيضانات في سريلانكا، وتضررت مئات المنازل.